# Филиппов, Тарас Филиппович
Тарас Филиппович Филиппов (1899—1974) — деятель советских правоохранительных органов, руководитель Главного управления милиции МВД СССР (1955—1956).

## Биография
Из семьи крестьянина. С 13 лет вынужден был батрачить. С 1917 года служил конторщиком.
С июня 1919 года служил в пограничных и внутренних войсках ВЧК — ОГПУ — НКВД. Был красноармейцем 2-го Витебского запасного полка. Окончил Витебские пехотные курсы. С 1919 года воевал в отряде особого назначения. С августа 1920 года командовал взводом и ротой 364-го отдельного стрелкового батальона войск внутренней охраны республики; затем был помощником начальника отряда особого назначения особого отдела ВЧК при РВС Кавказского фронта. С июня 1921 года — слушатель Высшей тактико-стрелковой школы комсостава РККА, окончил её в октябре 1922 года.
С декабря 1922 года командовал взводом 10-го пограничного батальона. С февраля 1924 года служил в 18-м Житковическом пограничном отряде начальником пограничной заставы, помощником командира роты. Затем — помощник коменданта, командир учебного батальона, инструктор боевой подготовки 15-го Заславльского пограничного отряда. С 1928 года — инспектор и начальник отделения Управления пограничной и внутренней охраны ОГПУ Белорусской ССР.
С ноября 1936 по август 1939 года временно исполнял должность начальника IV-го отдела Управления кадров пограничных войск НКВД Дальневосточного края, начальник II-го отдела Штаба войск НКВД Дальневосточного края. С августа 1939 по апрель 1943 — начальник 60-го Камчатского морского пограничного отряда. С 9 апреля по 19 июля 1943 года — заместитель начальника Главного управления пограничных войск НКВД СССР. С 19 июля 1943 по 31 декабря 1946 — начальник Управления войск НКВД СССР (с 1946 МВД СССР) по охране железных дорог. С 31 декабря 1946 по 8 марта 1947 года — заместитель начальника Управления войск МВД по охране особо важных объектов промышленности и железных дорог. С 8 марта 1947 по 29 октября 1949 года — начальник Главного управления МВД по делам военнопленных и интернированных СССР. С 9 октября 1949 по 14 марта 1953 года — начальник Управления МВД Ленинградской области.
Сразу после смерти И. В. Сталина был вызван Л. П. Берией из Ленинграда в Москву и назначен 14 марта 1953 года начальником Главного управления внутренней охраны МВД СССР. Затем, с 29 марта по 3 мая 1954 года исполнял обязанности начальника Главного управления внутренней охраны — Главного управления внутренней и конвойной охраны МВД СССР (с 3 мая 1954 года должность именовалась — начальник Главного управления внутренней и конвойной охраны МВД СССР). С 11 марта 1955 по 24 марта 1956 — заместитель министра внутренних дел СССР по милиции и начальник Главного управления милиции МВД СССР. С 29 июня 1956 по 14 ноября 1957 года — заместитель начальника Военного института МВД — КГБ по научной работе. С ноября 1957 в отставке по болезни.
После ухода на пенсию занимался общественной деятельностью: заместитель председателя стрелкового комитета Центрального совета «Динамо» (1958–1962), зав. орготделом и член комитета партийного контроля Ленинского РК партии (1963–1965). 01.03.1966 г. – февраль 1973 г. – старший инструктор учебной части и начальник 2-го отдела Московского авиационного института им. С. Орджоникидзе.
Похоронен в Москве на Новодевичьем кладбище.

## Награды
- 2 ордена Ленина (14.02.1941, 21.02.1945)
- 2 ордена Красного Знамени (1944, 3.11.1944)
- орден Суворова II степени (1945)
- 2 ордена Красной Звезды (1944, 1952)
- медали
- именное оружие — пистолет «браунинг» (от ОГПУ по Белорусской ССР, 27.02.1928)
- именное оружие — пистолет Коровина с надписью: «За преданность делу пролетарской революции» (19.12.1932).

## Воинские звания
- майор (3.04.1936)
- полковник (27.09.1938)
- комбриг (28.08.1939)
- генерал-майор (4.06.1940)[2];
- генерал-лейтенант (8.07.1944)[3].